# Aslıhan Gürbüz
Aslıhan Gürbüz, es una actriz de cine y televisión turca, conocida por haber interpretado a la sultana Halime en la serie Kösem, la sultana y a Merve Aksak en Stiletto Vendetta.

## Biografía
Nació el 16 de febrero de 1983 en Çanakkale, Turquía. Su familia es originaria de Eskisehir. A la edad de cinco años, su padre Turgut Gürbüz decidió mudarse de Estambul a Bursa por cuestiones de trabajo. Tiene un hermano llamado Ayhan. Estudió en la escuela primaria Miserref Muzaffer Samda en Bursa. En la secundaria se graduó de contabilidad computarizada y luego estudió teatro en el Conservatorio de la Universidad de Selçuk. Mientras cursaba su último año de la carrera, sufrió un accidente automovilístico y pasó varios meses postrada en cama. 
Le gusta tocar el bendir, es amante de los animales y la naturaleza. Además, se dedica a la agricultura y aprendió sobre plantas medicinales y aromáticas.

## Vida privada
Se le vinculó sentimentalmente con el actor Kerem Kupacı, cosa que Gürbüz desmentiría a través de su cuenta de Instagram a finales de 2020.
En septiembre de 2022, haría publica su relación sentimental con el también actor İsmail Hacıoğlu.

## Carrera
Obtuvo uno de los papeles principales en la serie Bir Bulut Olsam, que se emitió en 2009. Allí compartió pantalla con el actor Engin Akyürek.
Más tarde, interpretó a Cazibe Abbasova en la sitcom "Yahşi Cazibe", que se emitió entre 2010 y 2012, lo que le valió ganar el premio a mejor actriz de comedia en los Premios Altın Kelebek en 2011.
En el 2015 se unió al elenco principal de la popular serie turca Kösem, la sultana donde interpretó a Halime, sultana y madre del Sultán Mustafa I, hasta el 2016.
En 2017, interpretó a la villana Merve Aksak, uno de los personajes principales de la serie Stiletto Vendetta. Durante los últimos meses de grabaciones, Gürbüz sufrió de hernia discal y capsulitis adhesiva del hombro, por lo que tomaría un receso para recuperarse.
Entre 2020 y 2021 forma parte de la serie Kırmızı Oda como actriz invitada, interpretando a Kumru Aydın. A finales de 2021 se integra al elenco principal de la serie Masumlar Apartmanı, interpretando a Ceylan Ongun.

## Filmografía

### Televisión
| Año       | Título                 | Personaje         | Nota(s)                       |
| --------- | ---------------------- | ----------------- | ----------------------------- |
| 2004      | Büyük Buluşma          | Seda              |                               |
| 2008      | Gonca Karanfil         | Gonca Karanfil    | Protagonista                  |
| 2009      | Bir Bulut Olsam        | Asiye Bulut       | Elenco principal              |
| 2010-2012 | Yahşi Cazibe           | Cazibe Abbasova   | Protagonista                  |
| 2013      | İşler Güçler           | Policía           | Actriz invitada (Episodio 33) |
| 2014      | Zeytin Tepesi          | Deniz Gökçener    | Protagonista                  |
| 2015-2016 | Muhteşem Yüzyıl: Kösem | Halime Sultan     | Elenco principal              |
| 2016-2017 | Bodrum Masalı          | Maya              | Actriz invitada               |
| 2017-2018 | Ufak Tefek Cinayetler  | Merve Benal Aksak | Protagonista                  |
| 2020-2021 | Kırmızı Oda            | Kumru Aydın       | Actriz invitada               |
| 2021-2022 | Masumlar Apartmanı     | Ceylan Ongun      | Elenco principal              |

### Cine
| Año  | Título                 | Personaje | Nota(s)          |
| ---- | ---------------------- | --------- | ---------------- |
| 2009 | Kanal-İ-Zasyon         | Nazlı     |                  |
| 2011 | Labirent               | Ayla      |                  |
| 2016 | Kor                    | Emine     | Protagonista     |
| 2022 | Bana Karanlığını Anlat | Nermin    | Protagonista     |
| 2022 | Hazine                 | Niğde     | Elenco principal |

## Premios y nominaciones
| Año  | Categoría                    | Premio                                      | Series       | Resultado |
| ---- | ---------------------------- | ------------------------------------------- | ------------ | --------- |
| 2011 | En İyi Kadın Komedi Oyuncusu | AyakliGazete.com Yılın Televizyon Yıldızlar | Yahşi Cazibe | Ganó      |
| 2011 | En İyi Kadın Komedi Oyuncusu | Antalya Televizyon Ödülleri                 | Yahşi Cazibe | Ganó      |
| 2011 | En İyi Kadın Komedi Oyuncusu | 38. Altın Kelebek Ödülleri                  | Yahşi Cazibe | Ganó      |